# 670er
Portal Geschichte | Portal Biografien | Aktuelle Ereignisse | Jahreskalender | Tagesartikel

◄ |
6. Jh. |
7. Jahrhundert
| 8. Jh. | ►

◄ |
640er |
650er |
660er |
670er
| 680er | 690er | 700er | ►

670 |
671 |
672 |
673 |
674 |
675 |
676 |
677 |
678 |
679

## Ereignisse
- Pippin der Mittlere sichert seine Macht in Austrasien.
- 674 beginnt eine mehrjährige Belagerung Konstantinopels durch die Araber.
- Das Griechische Feuer wird von Kallinikos von Heliopolis erfunden. 678 findet der überlieferte Ersteinsatz gegen die arabische Flotte statt, die daraufhin die Belagerung von Konstantinopel abbrechen muss.
- Khan Asparuch gründet 679 an der unteren Donau ein Bulgarisches Reich. Ursprünglich in Südrussland beheimatet, nutzten die Bulgaren die Schwächung des Byzantinischen Reiches durch den Angriff der Araber auf Konstantinopel, um in Moesia die Donau zu überschreiten.